# Майк Крейпо
Майкл Дін «Майк» Крейпо (англ. Michael Dean «Mike» Crapo; нар. 20 травня 1951, Айдахо-Фолс, Айдахо) — американський політик з Республіканської партії, член Сенату США від штату Айдахо з 1999 року, був членом Палати представників США з 1993 по 1999. Крейпо є членом Церкви Ісуса Христа Святих останніх днів.

## Біографія
У 1973 здобув ступінь бакалавра в Університеті Бригам Янг, а в 1977 році — юридичний ступінь у Гарвардській школі права. Працював юристом в Айдахо-Фолс. Він був членом Сенату штату Айдахо з 1985 по 1992.
У 1999 році у Крейпо був діагностований рак простати, він переніс операцію у 2000. Рак був знову знайдений у 2005 році і Крейпо пройшов променеву терапію.
Одружений, має п'ять дітей.